# Бенданди, Рафаэль
Рафаэ́ль Бенда́нди (итал. Raffaele Bendandi; 17 октября 1893 года, Фаэнца, Королевство Италия — 3 ноября 1979 года, Фаэнца, Итальянская Республика) — итальянец, автор теории, претендовавшей на объяснение природы и причин землетрясений и никогда не признававшейся научным сообществом. В 1959 году заявил, что обнаружил в Солнечной системе новую планету — между Солнцем и Меркурием, которую он назвал в честь своего родного города, Фаэнцы. Член Итальянского сейсмологического общества. В 1927 году, при фашистском режиме Муссолини, стал кавалером ордена Короны Италии, а при Республике — кавалером ордена «За заслуги перед Итальянской Республикой».
В преддверии 11 мая 2011 года многие жители Рима покинули город, опасаясь возможного землетрясения, якобы предсказанного Бенданди. Представители фонда, занимающегося изучением наследия Бенданди, заявили, что «в оставленных им документах нет никакого указания на то, что разрушительное землетрясение в столице Италии произойдет именно 11 мая 2011 года».